# Lady of the Night
A Lady of the Night Donna Summer amerikai énekesnő első nagylemeze. Producer: Pete Bellotte.  Az LP 1974-ben jelent meg, Hollandiában. Kiadója a Groovy, a holland Basart Records International BV lemezcég leányvállalata. A nagylemez két felvétele lett sláger, a  The Hostage és a Lady Of The Night. A dalok szerzői Giorgio Moroder és Pete Bellotte, a felvételek a pop- és a rockzene sajátos ötvözetét alkotják.  Zeneileg semmi nem jelzi előre a következő esztendő Donna Summer-albumát, a Love to Love You Babyt, legfeljebb csak a The Hostage című dal körül kialakult kisebb botrány előlegezi meg a Love to Love You Baby fogadtatását: a felvételt annak idején az NSZK-ban betiltották.

## A dalok

### „A” oldal
1. Lady of the Night (Moroder – Bellotte) 3:58
2. Born to Die (Moroder – Bellotte) 3:24
3. Friends (Moroder – Bellotte) 3:31
4. Full of Emptiness (Moroder – Bellotte) 2:26 (a CD változaton nem szerepel)
5. Domino (Bellotte) 3:14

### „B” oldal
1. The Hostage (Moroder – Bellotte) 4:16
2. Wounded (Moroder – Bellotte) 2:43
3. Little Miss Fit (Moroder – Bellotte) 3:06
4. Let's Work Together Now (Bellotte) 3:58
5. Sing Along (Sad Song) (Moroder – Bellotte)[1] 3:20

## Különböző kiadások

### LP
- 1974 Groovy (LGR 8301, Hollandia)

### CD
- 1995 Kiosk (CMP 62012, Németország)
- 1999 Repertoire Records (REP 4767-WG, Németország)

## Kimásolt kislemezek

### 7"
- 1974 Lady of the Night / Wounded (Groovy, GR 1208, Hollandia)
- 1974 The Hostage / Let's Work Together Now (Groovy, GR 1207, Hollandia)
- 1975 Lady of the Night / Wounded (Atlantic, ATL 10 582, NSZK)

## Legnépszerűbb slágerek
- Lady of the Night

Ausztria: 1976. március 15-étől 28 hétig. Legmagasabb pozíció: 6. hely

Hollandia: 1974. Legmagasabb pozíció: 4. hely

NSZK: 1974. Legmagasabb pozíció: 40. hely
- The Hostage

Belgium: 1974. Legmagasabb pozíció: 1. hely

Franciaország: 1974. Legmagasabb pozíció: 1. hely

Hollandia: 1974. Legmagasabb pozíció: 2. hely

NSZK: 1974. Legmagasabb pozíció: 2. hely

## Külső hivatkozások
- Dalszöveg: Lady of the Night
- Dalszöveg: Born to Die
- Dalszöveg: Friends
- Dalszöveg: Full of Emptiness
- Dalszöveg: Domino
- Dalszöveg: The Hostage
- Dalszöveg: Wounded
- Dalszöveg: Little Miss Fit
- Dalszöveg: Let’s Work Together Now
- Dalszöveg: Sing Along (Sad Song)
- Videó: Lady of the Night
- Videó: The Hostage